# تاسافارونگا

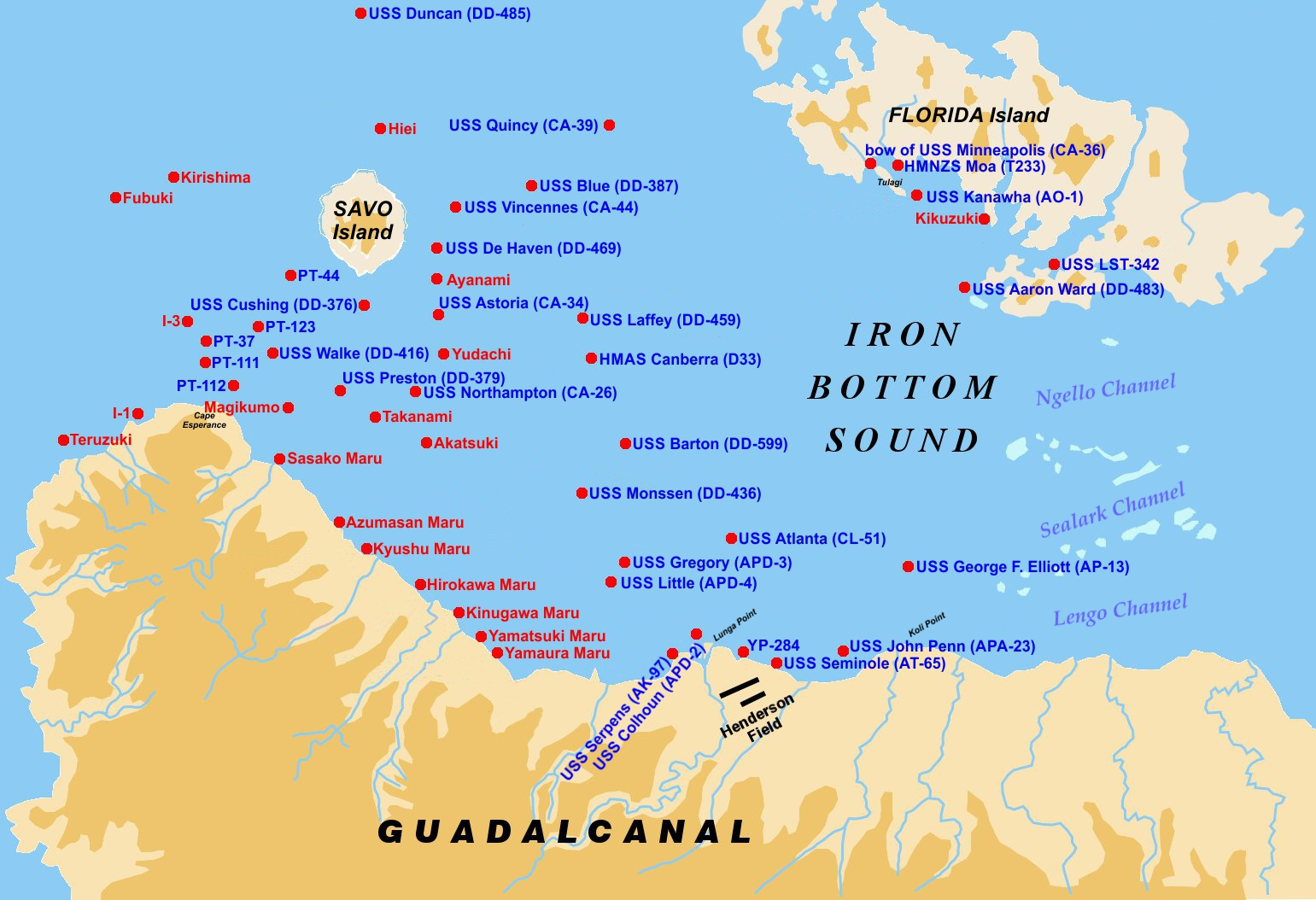

تاسافارونگا (انگلیسی: Tassafaronga Point) یک نقطه در ساحل شمالی گوادال‌کانال، جزایر سلیمان است. نبرد تاسافارونگا، یکی از چندین درگیری دریایی در طول جنگ جهانی دوم، لشکرکشی گوادال‌کانال در آبهای شمال جزیره انجام شد، نام خود را از این نقطه گرفته‌است.